# EVL
EVL (англ. Enah/Vasp-like) – білок, який кодується однойменним геном, розташованим у людей на короткому плечі 14-ї хромосоми. Довжина поліпептидного ланцюга білка становить 416 амінокислот, а молекулярна маса — 44 620.
| 10         |  | 20         |  | 30         |  | 40         |  | 50         |
| ---------- |  | ---------- |  | ---------- |  | ---------- |  | ---------- |
| MSEQSICQAR |  | ASVMVYDDTS |  | KKWVPIKPGQ |  | QGFSRINIYH |  | NTASNTFRVV |
| GVKLQDQQVV |  | INYSIVKGLK |  | YNQATPTFHQ |  | WRDARQVYGL |  | NFASKEEATT |
| FSNAMLFALN |  | IMNSQEGGPS |  | SQRQVQNGPS |  | PDEMDIQRRQ |  | VMEQHQQQRQ |
| ESLERRTSAT |  | GPILPPGHPS |  | SAASAPVSCS |  | GPPPPPPPPV |  | PPPPTGATPP |
| PPPPLPAGGA |  | QGSSHDESSM |  | SGLAAAIAGA |  | KLRRVQRPED |  | ASGGSSPSGT |
| SKSDANRASS |  | GGGGGGLMEE |  | MNKLLAKRRK |  | AASQSDKPAE |  | KKEDESQMED |
| PSTSPSPGTR |  | AASQPPNSSE |  | AGRKPWERSN |  | SVEKPVSSIL |  | SRTPSVAKSP |
| EAKSPLQSQP |  | HSRMKPAGSV |  | NDMALDAFDL |  | DRMKQEILEE |  | VVRELHKVKE |
| EIIDAIRQEL |  | SGISTT     |  |            |  |            |  |            |

A: Аланін

C: Цистеїн

D: Аспарагінова кислота

E: Глутамінова кислота

F: Фенілаланін

G: Гліцин

H: Гістидин

I: Ізолейцин

K: Лізин

L: Лейцин

M: Метіонін

N: Аспарагін

P: Пролін

Q: Глутамін

R: Аргінін

S: Серин

T: Треонін

V: Валін

W: Триптофан

Кодований геном білок за функцією належить до фосфопротеїнів. 
Задіяний у такому біологічному процесі, як альтернативний сплайсинг. 
Білок має сайт для зв'язування з молекулою актину. 
Локалізований у цитоплазмі, цитоскелеті, клітинних відростках.